# 단발머리 (영화)
"단발머리"는 한국에서 제작된 김수동 감독의 1967년 영화이다. 신영균 등이 주연으로 출연하였고 김봉주 등이 제작에 참여하였다.

## 출연

### 주연
- 신영균
- 남정임

### 조연
- 김혜정
- 이순재
- 김신명
- 김난영
- 공성하

## 기타
- 원작자: 심영식
- 조명: 정경희
- 음향효과: 최형래
- 녹음: 손인호
- 미술: 이문현